# Keith Newton (duchowny)
Keith Newton (ur. 10 kwietnia 1952 w Liverpoolu) – angielski duchowny rzymskokatolicki, protonotariusz apostolski, w latach 2011–2024 ordynariusz Ordynariatu Personalnego Matki Bożej z Walsingham.   
Konwertyta, były biskup Kościoła Anglii.

## Życiorys

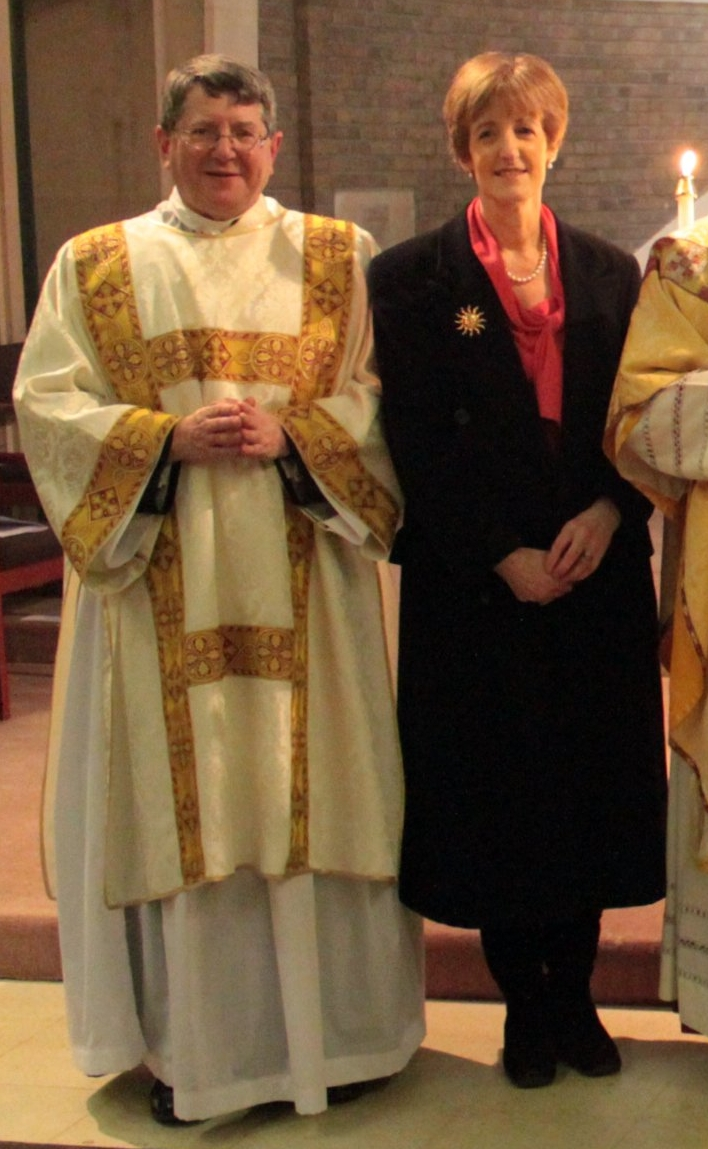
Keith Newton ze swoją żoną Gill Newton podczas święceń diakonatu

Absolwent King’s College Uniwersytetu Londyńskiego, Christchurch College Canterbury i St. Augustine’s College Canterbury.
W Kościele Anglii otrzymał w 1975 święcenia diakonatu, a w 1976 święcenia prezbiteratu. W latach 1976–1985 pracował na parafiach w Ilford i w Wimbledonie, w latach 1985–1991 przebywał na misji w Malawi. Po powrocie do Anglii w latach 1991–2002 pracował jako duszpasterz w Bristolu.
Były członek anglokatolickiego Towarzystwa Świętego Krzyża (SSC). 11 września 2001 został nominowany na biskupa Kościoła Anglii. 9 marca 2002 w Katedrze Zbawiciela i Najświętszej Marii Panny w Londynie otrzymał sakrę z rąk abpa Georga Leonarda Careya. W latach 2002–2010 biskup pomocniczy prowincji Canterbury i biskup tytularny Richborough. W latach 2002–2010 pełnił funkcję jednego z trzech latających biskupów dla konserwatywnych anglikanów w Kościele Anglii.
1 stycznia 2011 konwertował na katolicyzm. 13 stycznia 2011 został wyświęcony na diakona, a 15 stycznia na prezbitera. Tego samego dnia został mianowany przez Kongregację Nauki Wiary ordynariuszem Ordynariatu Personalnego Matki Bożej z Walsingham. 29 kwietnia 2024 papież Franciszek przyjął jego rezygnację z urzędu ordynariusza złożoną ze względu na wiek.

## Życie prywatne
Ze względu na brak celibatu w kościele anglikańskim zawarł związek małżeński z Gill Newton. Ma troje dorosłych dzieci.
Z powodu zawarcia związku małżeńskiego nie może otrzymać sakry biskupiej w Kościele rzymskokatolickim.